# رجال-إكس الأصول: وولفرين
إكس-من الأصول: وولفرين (بالإنجليزية: X-Men Origins: Wolverine)‏ هو فيلم أبطال خارقين أنتج سنة 2009 مقتبس من الشخصية الخيالية لـ مارفل كومكس وولفرين، الفيلم أصدر لأول مرة في 28 أبريل وعلى الصعيد العالمي في 1 مايو، وهو من إخراج جافين هوود، وبطولة هيو جاكمان الذي يجسد الشخصية الرئيسية، إضافة لـ ليف شريبر، داني هيوستن، ويل.ي.يام، لين كولينز، تايلور كيتش ورايان رينولدز، وتروي سيفان وهو الجزء الرابع من سلسلة أفلام إكس- مان.

## وصلات خارجية
- رجال-إكس الأصول: وولفرين على موقع IMDb (الإنجليزية)
- رجال-إكس الأصول: وولفرين على موقع ميتاكريتيك (الإنجليزية)
- رجال-إكس الأصول: وولفرين على موقع الموسوعة البريطانية (الإنجليزية)
- رجال-إكس الأصول: وولفرين على موقع روتن توميتوز (الإنجليزية)
- رجال-إكس الأصول: وولفرين على موقع نتفليكس (الإنجليزية)
- رجال-إكس الأصول: وولفرين على موقع قاعدة بيانات الأفلام العربية
- رجال-إكس الأصول: وولفرين على موقع ألو سيني (الفرنسية)
- رجال-إكس الأصول: وولفرين على موقع Turner Classic Movies (الإنجليزية)
- رجال-إكس الأصول: وولفرين على موقع أول موفي (الإنجليزية)
- رجال-إكس الأصول: وولفرين على موقع بوكس أوفيس موجو (الإنجليزية)

1. ↑  وصلة مرجع: http://www.nytimes.com/2009/05/01/movies/01wolv.html. الوصول: 19 أبريل 2016.
2. ↑  وصلة مرجع: http://www.filmaffinity.com/en/film404721.html. الوصول: 19 أبريل 2016.
3. ↑  وصلة مرجع: http://www.imdb.com/title/tt0458525/. الوصول: 19 أبريل 2016.
4. ↑  وصلة مرجع: http://stopklatka.pl/film/x-men-geneza-wolverine. الوصول: 19 أبريل 2016.